# 夷白花菜科
夷白花菜科，只有1属1种，是单种科，只生长在墨西哥的干旱地带，是当地的特有种。
本科植物是常绿灌木， 0.3–1.2米高；单叶互生，非常小（7-21毫米长），肉质，无托叶，有毛；花相当大（直径为4-5厘米），腋生，花瓣不规则，有5、6或7瓣，蓝色；果实为蒴果，内含有翅的种子。
1981年的克朗奎斯特分类法将其列在山柑科中，1998年根据基因亲缘关系分类的APG 分类法认为应该单独分出一个科，仍然分在十字花目中， 2003年经过修订的APG II 分类法维持原分类。